# Stati Uniti d'America ai Giochi della IX Olimpiade
Gli Stati Uniti d'America parteciparono ai Giochi della IX Olimpiade, svoltisi ad Amsterdam, Paesi Bassi, dal 28 luglio al 12 agosto 1928,  
con una delegazione di 280 atleti, di cui 44 donne, impegnati in 15 discipline,
aggiudicandosi 22 medaglie d'oro, 18 medaglie d'argento e 16 medaglie di bronzo.

## Medagliere

### Per discipline
| Sport            | Oro | Argento | Bronzo | Totale |
| ---------------- | --- | ------- | ------ | ------ |
| Atletica leggera | 9   | 8       | 8      | 25     |
| Nuoto            | 6   | 2       | 3      | 11     |
| Tuffi            | 4   | 3       | 2      | 9      |
| Canottaggio      | 2   | 2       | 1      | 5      |
| Lotta libera     | 1   | 1       | 0      | 2      |
| Pugilato         | 0   | 2       | 1      | 3      |
| Scherma          | 0   | 0       | 1      | 1      |
| Totale           | 22  | 18      | 16     | 56     |

### Medaglie
| Medaglia | Atleta | Sport            | Evento                                       |
| -------- | --- | ---------------- | -------------------------------------------- |
| Oro      | Ray Barbuti | Atletica leggera | 400 metri piani                              |
| Oro      | Frank Wykoff James Quinn Charley Borah Henry Russell                                                                                      | Atletica leggera | Staffetta 4×100 metri maschile               |
| Oro      | George Baird Emerson Spencer Fred Alderman Ray Barbuti                                                                                    | Atletica leggera | Staffetta 4×400 metri                        |
| Oro      | Bob King | Atletica leggera | Salto in alto maschile                       |
| Oro      | Sabin Carr | Atletica leggera | Salto con l'asta                             |
| Oro      | Ed Hamm | Atletica leggera | Salto in lungo                               |
| Oro      | John Kuck | Atletica leggera | Getto del peso                               |
| Oro      | Bud Houser | Atletica leggera | Lancio del disco maschile                    |
| Oro      | Betty Robinson | Atletica leggera | 100 metri piani femminili                    |
| Oro      | Paul Costello Charles McIlvaine | Canottaggio      | Due di coppia maschile                       |
| Oro      | Marvin Stalder John Brinck Francis Frederick William Thompson William Dally James Workman Hubert A. Caldwell Peter Donlon Donald Blessing | Canottaggio      | Otto maschile                                |
| Oro      | Allie Morrison | Lotta libera     | Pesi piuma                                   |
| Oro      | Johnny Weissmuller | Nuoto            | 100 metri stile libero maschili              |
| Oro      | George Kojac | Nuoto            | 100 metri dorso maschili                     |
| Oro      | Austin Clapp Walter Laufer George Kojac Johnny Weissmuller                                                                                | Nuoto            | Staffetta 4x200 metri stile libero maschile  |
| Oro      | Albina Osipowich | Nuoto            | 100 metri stile libero femminili             |
| Oro      | Martha Norelius | Nuoto            | 400 metri stile libero femminili             |
| Oro      | Adelaide Lambert Albina Osipowich Eleanor Garatti Martha Norelius Josephine McKim Susan Laird                                             | Nuoto            | Staffetta 4x100 metri stile libero femminile |
| Oro      | Pete Desjardins | Tuffi            | Trampolino maschile                          |
| Oro      | Pete Desjardins | Tuffi            | Piattaforma maschile                         |
| Oro      | Helen Meany | Tuffi            | Trampolino femminile                         |
| Oro      | Elizabeth Becker-Pinkston | Tuffi            | Piattaforma femminile                        |
| Argento  | Stephen Anderson | Atletica leggera | 110 metri ostacoli                           |
| Argento  | Frank Cuhel | Atletica leggera | 400 metri ostacoli                           |
| Argento  | Benjamin Hedges | Atletica leggera | Salto in alto maschile                       |
| Argento  | William Droegemueller | Atletica leggera | Salto con l'asta                             |
| Argento  | Levi Casey | Atletica leggera | Salto triplo                                 |
| Argento  | Herman Brix | Atletica leggera | Getto del peso                               |
| Argento  | Mary Washburn Jessie Cross Loretta McNeil Betty Robinson                                                                                  | Atletica leggera | Staffetta 4×100 metri femminile              |
| Argento  | Lillian Copeland | Atletica leggera | Lancio del disco femminile                   |
| Argento  | Ken Myers | Canottaggio      | Singolo maschile                             |
| Argento  | Charles Karle William Miller George Healis Ernest Bayer                                                                                   | Canottaggio      | Quattro senza maschile                       |
| Argento  | Lloyd Appleton | Lotta libera     | Pesi welter                                  |
| Argento  | Walter Laufer | Nuoto            | 100 metri dorso maschili                     |
| Argento  | Eleanor Garatti | Nuoto            | 100 metri stile libero femminili             |
| Argento  | John Daley | Pugilato         | Pesi gallo                                   |
| Argento  | Steve Halaiko | Pugilato         | Pesi leggeri                                 |
| Argento  | Michael Galitzen | Tuffi            | Trampolino maschile                          |
| Argento  | Dorothy Poynton | Tuffi            | Trampolino femminile                         |
| Argento  | Georgia Coleman | Tuffi            | Piattaforma femminile                        |
| Bronzo   | John Collier | Atletica leggera | 110 metri ostacoli                           |
| Bronzo   | Morgan Taylor | Atletica leggera | 400 metri ostacoli                           |
| Bronzo   | Charles McGinnis | Atletica leggera | Salto con l'asta                             |
| Bronzo   | Alfred Bates | Atletica leggera | Salto in lungo                               |
| Bronzo   | James Corson | Atletica leggera | Lancio del disco maschile                    |
| Bronzo   | Edmund Black | Atletica leggera | Lancio del martello                          |
| Bronzo   | John Doherty | Atletica leggera | Decathlon                                    |
| Bronzo   | Mildred Wiley | Atletica leggera | Salto in alto femminile                      |
| Bronzo   | Paul McDowell John Schmitt | Canottaggio      | Due senza maschile                           |
| Bronzo   | Buster Crabbe | Nuoto            | 1500 metri stile libero maschili             |
| Bronzo   | Paul Wyatt | Nuoto            | 100 metri dorso maschili                     |
| Bronzo   | Josephine McKim | Nuoto            | 400 metri stile libero femminili             |
| Bronzo   | Harry Devine | Pugilato         | Pesi piuma                                   |
| Bronzo   | George Calnan | Scherma          | Spada individuale maschile                   |
| Bronzo   | Michael Galitzen | Tuffi            | Piattaforma maschile                         |
| Bronzo   | Georgia Coleman | Tuffi            | Trampolino femminile                         |

## Risultati

### Calcio
| Atleta | Classifica |                        |
| --- | --- | ---------------------- |
| V · D · M Nazionale statunitense · Calcio ai Giochi Olimpici Estivi 1928 P Cooper · D Duffy · D Littley · D Ryan · D Smith · C Aitken · C Gallagher · C Kane · C Lyons · C Murphy · A Cronin · A Deal · A Findlay · A Kuntner · A O'Carroll · A Rudge · CT : Burford | 9° |                        |
| Nazionale statunitense · Calcio ai Giochi Olimpici Estivi 1928 | |                        |
| P Cooper · D Duffy · D Littley · D Ryan · D Smith · C Aitken · C Gallagher · C Kane · C Lyons · C Murphy · A Cronin · A Deal · A Findlay · A Kuntner · A O'Carroll · A Rudge · CT: Burford                                                                           | P Cooper · D Duffy · D Littley · D Ryan · D Smith · C Aitken · C Gallagher · C Kane · C Lyons · C Murphy · A Cronin · A Deal · A Findlay · A Kuntner · A O'Carroll · A Rudge · CT: Burford | Stati Uniti (bandiera) |

### Pallanuoto
| Atleta | Classifica |                        |
| --- | --- | ---------------------- |
| V · D · M Nazionale maschile statunitense di pallanuoto · Giochi olimpici - Amsterdam 1928 Daniels · Greenberg · Greller · Mitchell · O'Connor · Samson · Schroth · Topp · Weissmuller · Cattus · Farley · CT : Perry McGillivray | 5° |                        |
| Nazionale maschile statunitense di pallanuoto · Giochi olimpici - Amsterdam 1928 | |                        |
| Daniels · Greenberg · Greller · Mitchell · O'Connor · Samson · Schroth · Topp · Weissmuller · Cattus · Farley · CT: Perry McGillivray                                                                                             | Daniels · Greenberg · Greller · Mitchell · O'Connor · Samson · Schroth · Topp · Weissmuller · Cattus · Farley · CT: Perry McGillivray | Stati Uniti (bandiera) |